# Mroczki (powiat de Mońki)
Mroczki  est un village polonais de la gmina de Trzcianne dans le powiat de Mońki et dans la voïvodie de Podlachie. Il se situe à environ 6 kilomètres à l'ouest de Trzcianne, à 10 kilomètres au sud-ouest de Mońki et à 45 kilomètres au nord-ouest de Białystok. 